# 하남도시공사
하남도시공사는 경기도 하남시에 있는 지방 공기업이다. 또, 수도권 전철 5호선의 일부 구간도 같이 운영한다.

## 연혁
- 2000년 8월 10일 설립. 최인복 초대 사장 취임.